# Pheronema megaglobosum
Pheronema megaglobosum är en svampdjursart som beskrevs av Konstantin R. Tabachnick 1988. Pheronema megaglobosum ingår i släktet Pheronema och familjen Pheronematidae.
Artens utbredningsområde är havet kring Mikronesien. Inga underarter finns listade i Catalogue of Life.